# Hesperonychus
Hesperonychus (v překladu "západní dráp") byl rodem velmi malého teropodního dinosaura, žijícího v období svrchní křídy (asi před 75 miliony let) na území dnešní provincie Alberty v Kanadě (geologické souvrství Dinosaur Park a souvrství Oldman).

## Historie objevu a popis
Fosilie tohoto drobného dromeosaurida byly objeveny již roku 1982 na několika lokalitách, včetně Dinosauřího provinčního parku. Podle dochovaných fosílií (části pánve, prstní kůstky a drápy) byla délka tohoto malého dinosaura odhadnuta na necelý 1 metr a hmotnost asi na 1,5 kg. Tím je Hesperonychus nejmenším dosud známým dravým teropodem z území Severní Ameriky. Posouvá také existenci podčeledi mikroraptorinů o 45 milionů let blíže současnosti.

## Etymologie
Druhové jméno drobného tvora je odvozeno od jména Dr. Elizabeth Nicholsové, paleontoložky, podílející se na objevu i výzkumu. Typový druh H. elizabethae byl popsán Nickem Longrichem a Philipem J. Curriem v roce 2009.